# Rush (film 2013)
Rush è un film del 2013 diretto da Ron Howard.
Basato su una sceneggiatura di Peter Morgan, racconta l'intensa rivalità tra i piloti di Formula 1 James Hunt e Niki Lauda, interpretati rispettivamente da Chris Hemsworth e Daniel Brühl.

## Trama
Durante gli anni 70 del XX secolo esplode in Formula 1 la rivalità sportiva tra i piloti più talentuosi del momento: il britannico James Hunt e l'austriaco Niki Lauda. I due, che si danno battaglia fin dalle serie minori, non potrebbero essere più diversi: Hunt è un giovane e insolente donnaiolo che adora mettersi in mostra mentre Lauda è un genio strategico dai modi duri e riservati.
I due piloti si conoscono inizialmente durante il campionato di Formula 3 del 1970 dove entrano subito in contrasto a causa del diverso approccio che seguono nei confronti della disciplina sportiva che praticano. Mentre Hunt vive con leggerezza e attraversa un bel periodo agonistico essendo il pupillo della propria squadra, la Hesketh, portato in palmo di mano dal titolare, lord Alexander Hesketh, Lauda si trova di fronte a un momento critico della propria vita, culminante con la rottura dei rapporti con il padre, che rifiuta di sovvenzionare la sua carriera sportiva ritenendola inappropriata alle tradizioni familiari, che vogliono i Lauda banchieri. L'austriaco decide allora di chiedere un prestito che gli consente di entrare, come pilota pagante, a fare parte della squadra BRM, che corre in Formula 1. Mostrando competenza e determinazione riesce, con l'aiuto dei meccanici, a migliorare le prestazioni della propria vettura che chiede di testare al compagno di squadra Clay Regazzoni. Anche se i due hanno un rapporto conflittuale sarà proprio grazie al pilota svizzero se il giovane Lauda lascerà poco dopo la BRM, divenendo dal 1974 pilota della Scuderia Ferrari. Proprio nello stesso periodo anche la squadra di Hunt decide di fare il salto di qualità e realizza una vettura in grado di partecipare alla massima serie motoristica. La macchina veste una elegante livrea bianca perché priva di sponsor, una scelta che si rivelerà poco lungimirante e che influirà sugli sviluppi futuri della carriera di Hunt.
Nel 1975 Lauda diventa campione del mondo di Formula 1 con la Ferrari, mentre l'assenza di sponsor porta la Hesketh alla bancarotta. Hunt è in crisi perché non ha una macchina da pilotare per l'anno successivo, ma la decisione di Emerson Fittipaldi di abbandonare la McLaren gli consente di proporsi al team di Woking ottenendo il ruolo di pilota per il successivo campionato. Nel frattempo il britannico si è sposato con la supermodella Suzy Miller. La loro unione manifesta i primi segnali di rottura in occasione della crisi di Hunt.
L'inizio del campionato mondiale del 1976 è favorevole a Lauda, che nelle prime sei gare accumula quattro vittorie e due secondi posti, mentre Hunt resta molto indietro. Anche la vittoria ottenuta al quarto appuntamento della stagione, il Gran Premio di Spagna, viene tramutata in squalifica dopo una segnalazione della Ferrari all'autorità sportiva, in cui si evidenzia una larghezza della vettura irregolare, maggiore di quanto previsto dal regolamento. La McLaren viene subito modificata per rispettare le regole e perde inizialmente di competitività, tanto che Hunt subisce due ritiri nelle gare successive. La situazione è aggravata dalla scoperta che Suzy ha una relazione con l'attore Richard Burton. Poiché la moglie si trova negli Stati Uniti, Hunt decide di raggiungerla per un chiarimento, che sfocerà nel divorzio.

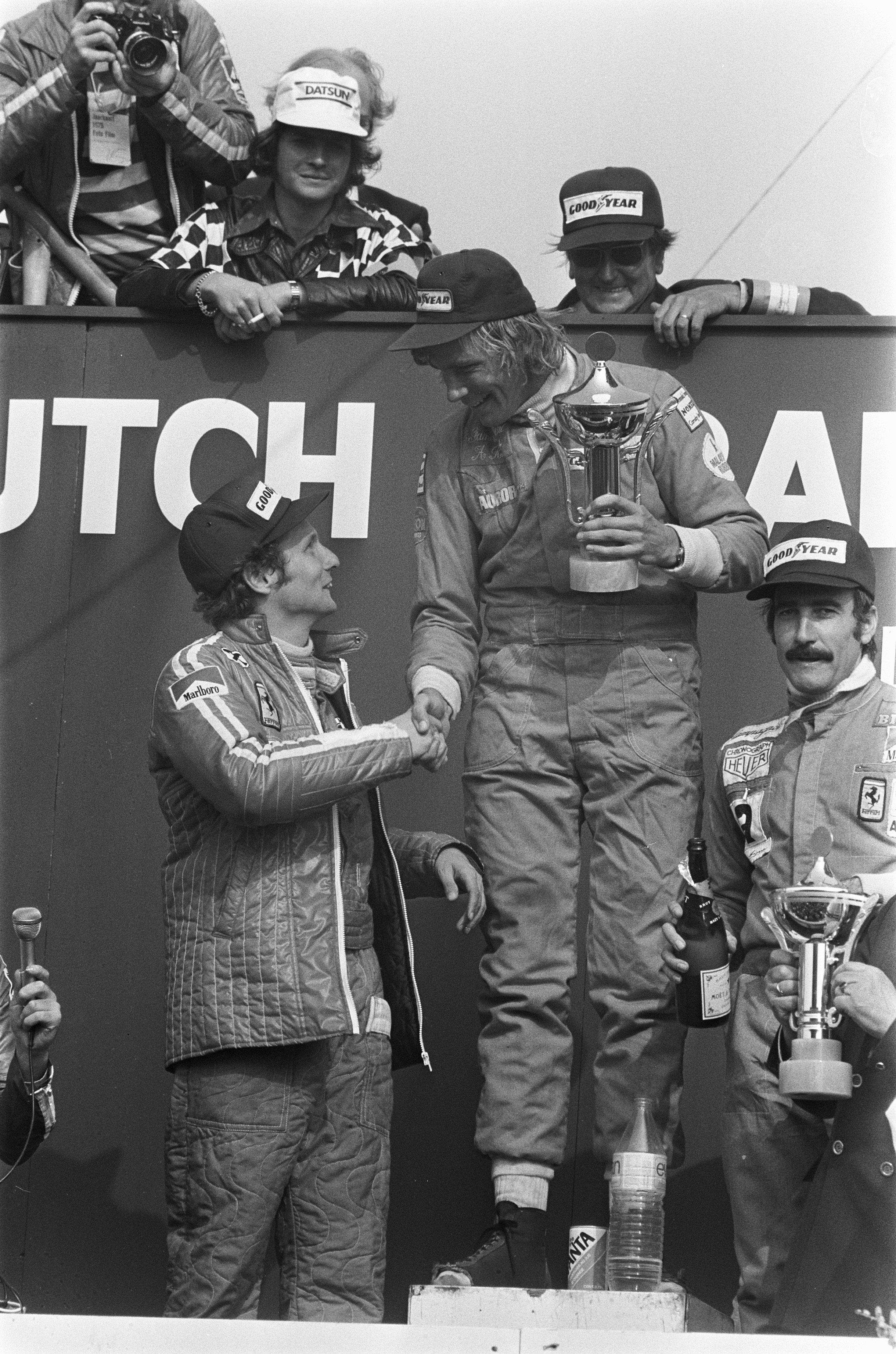
Da sinistra: i veri Niki Lauda e James Hunt si scambiano complimenti sul podio del Gran Premio d'Olanda 1975; accanto ai due, Clay Regazzoni.

Questo episodio gli permette di far chiarezza nella propria mente e il suo spirito competitivo riaffiora, consentendogli di tornare alla vittoria nel Gran Premio di Francia, ottava gara della stagione, la prima in cui il rivale austriaco subisce una battuta d'arresto. Nel frattempo Lauda sposa Marlene Knaus, una giovane austriaca, nipote del dottor Hermann Knaus, conosciuta casualmente qualche tempo prima in Italia grazie all'aiuto inconsapevole di Clay Regazzoni. La cerimonia civile si svolge in privato e sembra donare al pilota un breve periodo di allegria e felicità, che viene però presto messo in discussione dalla sua mente analitica decisamente orientata verso la carriera. Il campionato intanto prosegue e Hunt vince anche il GP di casa, ma Lauda giunge comunque secondo consolidando il proprio primato.
La decima gara è il Gran Premio di Germania che si corre il 1º Agosto sul circuito del Nürburgring Nordschleife. Il clima impetuoso del Nord Europa si manifesta sotto forma di una copiosa pioggia. Lauda, pur detenendo il primato sulla pista, essendo da sempre un calcolatore, valuta che il rischio di una corsa con asfalto molto bagnato sia eccessivo su questo circuito e fa sì che la Direzione di Gara convochi i piloti, a cui chiede di appoggiarlo nella decisione di annullare la gara. Ma Hunt, visto il vantaggio di punti accumulato da Lauda, ritiene che con una gara in meno in campionato, l'austriaco sarebbe avvantaggiato nella corsa al titolo e convince la maggioranza dei piloti a votare a favore dello svolgimento della corsa.
Alla partenza il britannico è in pole position, con l'austriaco in seconda posizione. Durante il primo giro con gomme da pioggia, entrambi si convincono che l'asfalto si stia asciugando e rientrano ai box per installare coperture slick. Purtroppo, durante il secondo giro, la sospensione posteriore sinistra della Ferrari di Lauda cede, facendogli perdere il controllo della vettura. L'urto con le barriere esterne è violento e inevitabile. Mentre il casco del pilota vola via, la macchina carambola senza controllo, atterrando sulla pista dopo aver preso fuoco. Le altre vetture tentano di evitarla, ma alcune la colpiscono in pieno, mentre l'austriaco è ancora incastrato all'interno dell'abitacolo invaso dalle fiamme. I primi a prestare soccorso sono proprio gli altri piloti coinvolti nell'incidente e un commissario del circuito con un estintore. Dopo molti secondi il corpo inerte di Lauda viene estratto dalle lamiere contorte e un elicottero lo porta subito in ospedale. La situazione del pilota è critica perché oltre alle ustioni riportate, in particolar modo alla testa per la perdita del casco, ha inalato vapori roventi di benzina, la cui tossicità ne mette a repentaglio la sopravvivenza.
Nelle settimane successive, mentre i medici curano i danni procurati dall'incidente, Lauda osserva in televisione il rivale che continua a gareggiare e recuperare punti in campionato. Con uno sforzo considerevole decide di ricominciare a correre nel minor tempo possibile e, nello stupore generale, si ripresenta in pista 42 giorni dopo il rogo del Nürburgring per prendere parte al Gran Premio d'Italia del 12 Settembre. Prima della gara i due rivali si confrontano e, mentre il britannico si scusa sentendosi responsabile per quanto accaduto in Germania Ovest, l'austriaco replica che la sua decisione di tornare nell'abitacolo di una Formula 1 così presto, a guarigione ancora incompleta, è dovuta proprio a lui. Alla partenza del Gran Premio, il pilota della Ferrari è in difficoltà, ma dopo qualche giro si riprende e conclude quarto mentre il britannico si ritira. Nelle due gare successive Hunt mette in carniere ancora due vittorie, avvicinandosi molto a Lauda, che invece riesce solo a contenere il distacco e si presenta all'ultima gara con solo tre punti di margine sul rivale, 68 a 65.
La resa dei conti del Campionato Mondiale ha luogo in Giappone sul circuito del Fuji, sotto una pioggia battente. La situazione ricorda il Nürburgring e il pericolo si ripresenta tale e quale. Lauda affronta la gara, ma dopo un solo giro decide di ritirarsi perché a suo modo di vedere il rischio è eccessivo, rifiutando la proposta del Direttore Tecnico della Ferrari, Mauro Forghieri, di dichiarare alla stampa che il ritiro è dovuto a un guasto meccanico. Hunt, che prima della partenza si mostrò riluttante a gareggiare probabilmente ricordando l'incidente del rivale, prosegue e ha bisogno almeno di un terzo posto per diventare Campione del Mondo. Un problema alle gomme sembra metterlo fuori dai giochi, ma dopo aver cambiato pneumatici torna in pista e riesce a tagliare il traguardo superando all'ultimo giro Clay Regazzoni. Nel caos delle informazioni circola la voce che sia arrivato quinto, ma in realtà è arrivato terzo e ciò rende Hunt campione del mondo con un solo punto di vantaggio su Lauda.
I due si rivedono qualche mese dopo, prima dell'inizio della stagione successiva, in un hangar dell'aeroporto di Bologna, e si parlano con grande franchezza, ma ora i loro rapporti sono finalmente diventati meno ostili. Il film si conclude con Lauda che racconta l'evolversi delle vite di entrambi: l'austriaco ha nel frattempo preso il brevetto di pilota d'aeroplani e, dopo il suo secondo titolo mondiale e qualche altra stagione nel circus, annuncerà il suo primo ritiro dalle gare e sfrutterà la competenza appena acquisita per esercitare una nuova professione come titolare e pilota di una compagnia aerea, la Lauda Air, ma successivamente tornerà a gareggiare e conquisterà il suo terzo titolo mondiale. Hunt invece, ormai pago del risultato ottenuto, dopo qualche altra stagione poco appariscente in F1, lascia il mondo delle corse e si dedicherà ad altre attività, tra le quali anche il telecronista per i GP, sino alla morte, avvenuta prematuramente a soli quarantacinque anni, per attacco cardiaco. L'austriaco ammette a sé stesso che la rivalità fra i due è stata più una cosa voluta e cercata da giornali e sportivi, in quanto James è stata l'unica persona che egli abbia mai davvero rispettato e ammirato.

## Produzione
Nel novembre 2012 il regista Ron Howard ha dichiarato a un'emittente tedesca di non aver utilizzato nel film le riprese televisive del vero incidente di Niki Lauda, ma di aver ricreato la scena nel vecchio circuito del Nürburgring, che non coincide con l'attuale configurazione del circuito tedesco per le gare di Formula 1; la vecchia configurazione del Nordschleife, di oltre 22 km, è tuttavia ancora esistente e utilizzata per vari eventi e prove private, così da aver permesso alla produzione di girare nell'esatto punto dell'incidente di Lauda.
L'ex pilota tedesco Jochen Mass, compagno di Hunt in McLaren nel 1976, ha partecipato al film come consulente e controfigura. La controfigura dell'attore Daniel Brühl era il pilota italiano Mauro Pane, deceduto poi in un incidente nel febbraio 2014.
Il budget del film, girato interamente in digitale, è di circa 38 milioni di dollari.

### Riprese
Le riprese del film si sono svolte principalmente tra la Germania e il Regno Unito; più esattamente nelle città di Nürburg (dove si trova il tracciato del Nürburgring) e Colonia nella nazione tedesca, e a Louth, Longcross (nei Longcross Studios) e nella contea dell'Hampshire per il paese britannico. Le scene d'azione in corsa sono invece state effettuate nei circuiti inglesi di Donington Park e Cadwell Park.

## Promozione
Il primo trailer del film viene diffuso l'8 aprile 2013, seguito dopo poche ore dalla versione italiana.

## Distribuzione

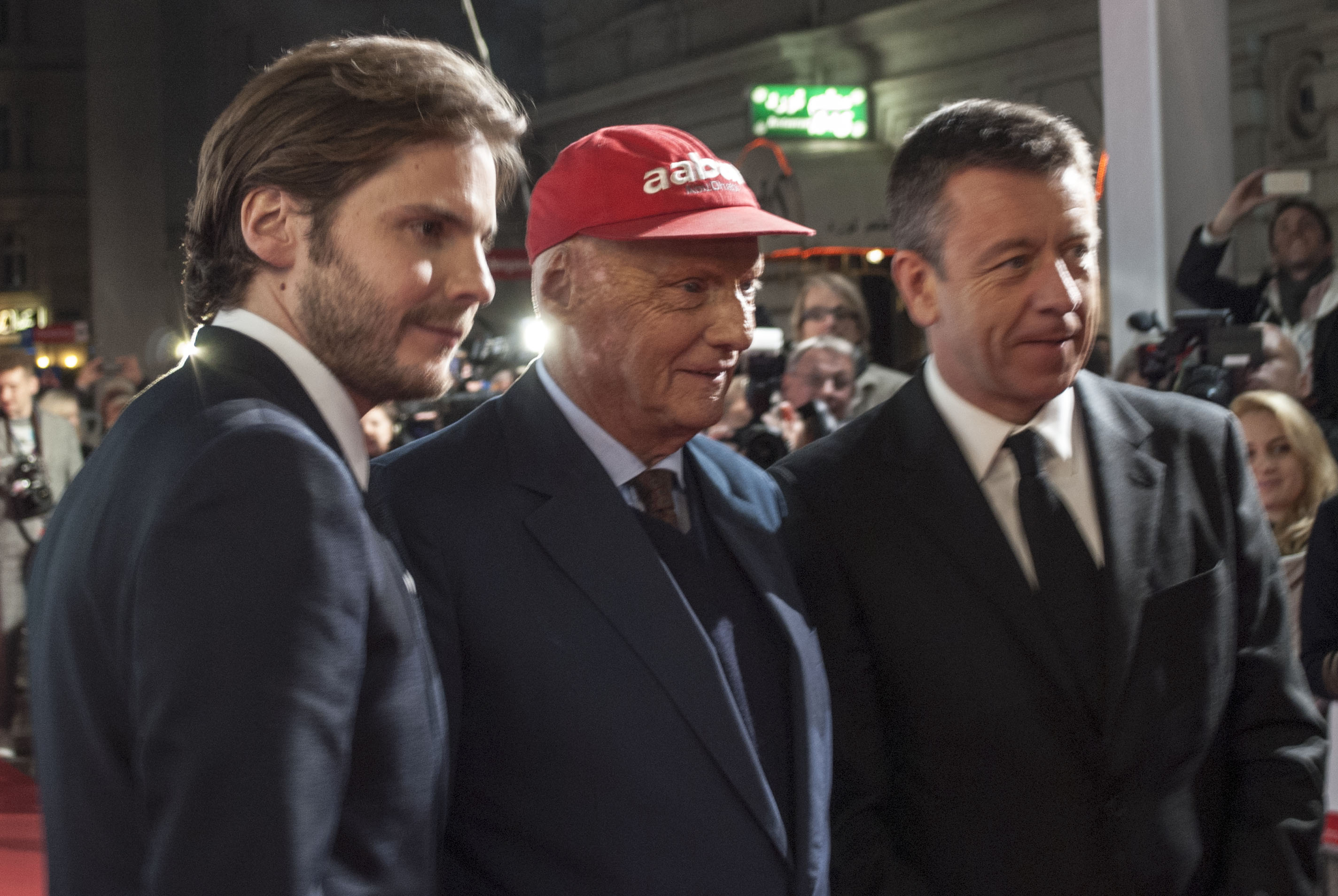
Niki Lauda tra Daniel Brühl (a sinistra), suo interprete sul grande schermo, e Peter Morgan (a destra), lo sceneggiatore di Rush, all'anteprima viennese del film.

Presentata al Toronto International Film Festival l'8 settembre 2013, la pellicola è stata distribuita nelle sale cinematografiche britanniche a partire dal 13 settembre 2013, mentre in quelle statunitensi dal 20 dello stesso mese. In Italia il film è arrivato il 19 settembre 2013.

## Riconoscimenti
- 2014 - Golden Globe
  - Candidatura per il miglior film drammatico
  - Candidatura per il miglior attore non protagonista a Daniel Brühl
- 2014 - Premio BAFTA
  - Migliore montaggio a Dan Hanley e Mike Hill
  - Candidatura per il miglior film britannico
  - Candidatura per il miglior attore non protagonista a Daniel Brühl
  - Candidatura per il miglior sonoro a Danny Hambrook, Martin Steyer, Stefan Korte, Markus Stemler e Frank Kruse
- 2014 - Satellite Award
  - Candidatura per il miglior regista a Ron Howard
  - Candidatura per la migliore fotografia ad Anthony Dod Mantle
  - Candidatura per i migliori costumi a Julian Day
  - Candidatura per il miglior montaggio a Daniel P. Hanley e Mike Hill
  - Candidatura per la migliore scenografia
  - Candidatura per il miglior suono
  - Candidatura per i migliori effetti visivi
- 2014 - VES Awards
  - Candidatura per i migliori effetti visivi di supporto in un lungometraggio cinematografico
- 2014 - Saturn Award
  - Candidatura per il miglior film d'azione/di avventura
  - Candidatura per il miglior attore non protagonista a Daniel Brühl
  - Candidatura per il miglior trucco
- 2014 - Empire Awards
  - Candidatura per il miglior attore non protagonista a Daniel Brühl
  - Candidatura per il miglior film britannico
- 2014 - Screen Actors Guild Awards
  - Candidatura per il miglior attore non protagonista a Daniel Brühl
- 2014 - Nastro d'argento
  - Porsche 911 Targa a Pierfrancesco Favino
- 2014 - Critics' Choice Movie Award
  - Candidatura per il miglior attore non protagonista a Daniel Brühl
  - Candidatura per il miglior montaggio a Daniel P. Hanley e Mike Hill
  - Candidatura per il miglior trucco e parrucco
  - Candidatura per il miglior film d'azione
- 2013 - Boston Society of Film Critics
  - Miglior montaggio a Daniel P. Hanley e Mike Hill
- 2013 - Santa Barbara International Film Festival
  - Virtuoso Award a Daniel Brühl